# Durg (distrikt)
Durg är ett distrikt i Indien.   Det ligger i delstaten Chhattisgarh, i den centrala delen av landet, 900 km söder om huvudstaden New Delhi. Antalet invånare är 3 343 872. Arean är 8 542 kvadratkilometer. Durg gränsar till Dhamtari.
Terrängen i Durg är platt österut, men västerut är den kuperad.
Följande samhällen finns i Durg:
- Bhilai Nagar
- Durg
- Dalli Rājhara
- Kumhāri
- Bemetāra
- Balod
- Jāmul
- Pātan